# Omicidio di Monica Calò
L'omicidio di Monica Calò è un caso di cronaca nera avvenuto a Verbania il 14 luglio 1998.
La donna fu uccisa con 22 coltellate al termine di una lite dall'ex compagno, l'antiquario quarantenne di Pisogne Marco Mariolini.
Il caso si è concluso il 30 marzo 2000 al termine di processo con rito abbreviato con una sentenza della Corte d'assise di Novara di condanna a 30 anni di reclusione. Mariolini è stato detenuto nel carcere di Pavia fino al 2021.

## Un delitto annunciato in un libro
Prima del femminicidio Mariolini aveva scritto il libro autobiografico Il cacciatore di anoressiche, nel quale raccontò il disturbo parafilico che lo aveva sempre portato a desiderare sessualmente donne anoressiche e scheletriche. Sposato e padre di due figli, Mariolini narrò di come dopo la separazione aveva cercato compagnie femminili tramite annunci e conobbe la ventinovenne Monica Calò (nel libro Barbara), studentessa di logopedia proveniente da Domodossola.
La relazione fu tormentata fin dall'inizio: Mariolini esercitava un rigido controllo sulla donna in tutte le sue scelte, non solo alimentari.
Durante la presentazione dell'opera il 12 maggio 1997 al Palazzo delle Assicurazioni l'autore ammise di essere potenzialmente pericoloso.
Sui fatti raccontati nel libro si basa parzialmente il film Primo amore (2004) di Matteo Garrone.